# Plutonia mascaensis
Plutonia mascaensis is een slakkensoort uit de familie van de Vitrinidae. De wetenschappelijke naam van de soort is voor het eerst geldig gepubliceerd in 1987 door Morales.